# El teu Nadal o el meu? 2
El teu Nadal o el meu? 2 (títol original en anglès, Your Christmas Or Mine 2) és una pel·lícula de comèdia romàntica nadalenca britànica del 2023 feta per a Amazon MGM Studios. És una seqüela de la comèdia Your Christmas or Mine? (2022). Repeteixen per a la seqüela el guionista Tom Parry, el director Jim O'Hanlon i els intèrprets Asa Butterfield, Cora Kirk, Daniel Mays, Angela Griffin i Alex Jennings, amb Jane Krakowski unint-se al repartiment. S'ha doblat i subtitulat al català.

## Premissa
Dues famílies intenten anar a esquiar als Alps per Nadal, però una confusió fa que s'instal·lin a l'allotjament de l'altra.

## Repartiment
- Asa Butterfield com a Hubert James Hughes
- Cora Kirk com a Hayley Taylor
- Daniel Mays com a Geoff Taylor
- Angela Griffin com a Kath Taylor
- David Bradley com a Jack
- Natalie Gumede com a Kaye Taylor
- Alex Jennings com a Humphrey Hughes
- Jane Krakowski
- Rhea Norwood

## Producció
Tant el guionista Tom Parry com el director Jim O'Hanlon repeteixen les funcions a la seqüela. El repartiment bàsic també torna de la primera pel·lícula, però s'hi suma Jane Krawkowski, interpretant la nova núvia estatunidenca de Humphrey. La producció prové de Mighty Pebble Pictures i The Story Collective. Els llocs de rodatge inclouen Londres i Àustria.

## Estrena
La pel·lícula es va incorporar a Amazon Prime Video el 8 de desembre de 2023. L'estrena de la pel·lícula es va procedir amb el llançament de dos senzills promocionals 'You're Christmas to Me' de Sam Ryder i 'Christmas Without You' d'Anne-Marie, que apareixen a la banda sonora oficial.